# Big Salmon Lake
Big Salmon Lake är en sjö i Kanada.   Den ligger i countyt Frontenac County och provinsen Ontario, i den sydöstra delen av landet, 120 km sydväst om huvudstaden Ottawa. Big Salmon Lake ligger 158 meter över havet. Arean är 1,4 kvadratkilometer. Den sträcker sig 1,8 kilometer i nord-sydlig riktning, och 3,4 kilometer i öst-västlig riktning.
I omgivningarna runt Big Salmon Lake växer i huvudsak blandskog. Runt Big Salmon Lake är det glesbefolkat, med 18 invånare per kvadratkilometer.